# Capital (departamento de Córdova)

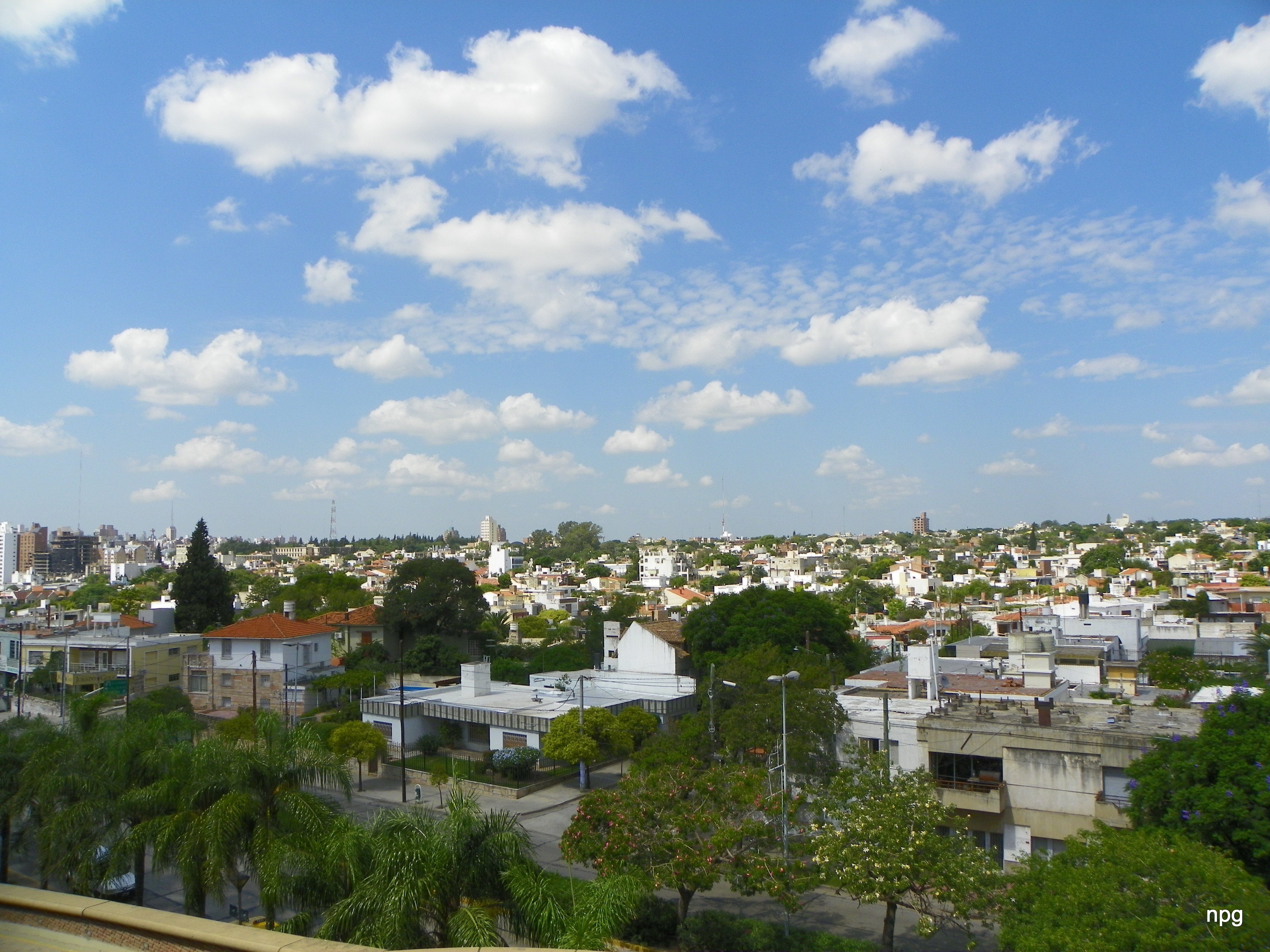
Capital em 2011

Capital é um departamento da Argentina, localizado na
província de Córdova. Possuía, em 2019, 1,4 milhões de habitantes.